# Vestido acristalado de My Fair Lady

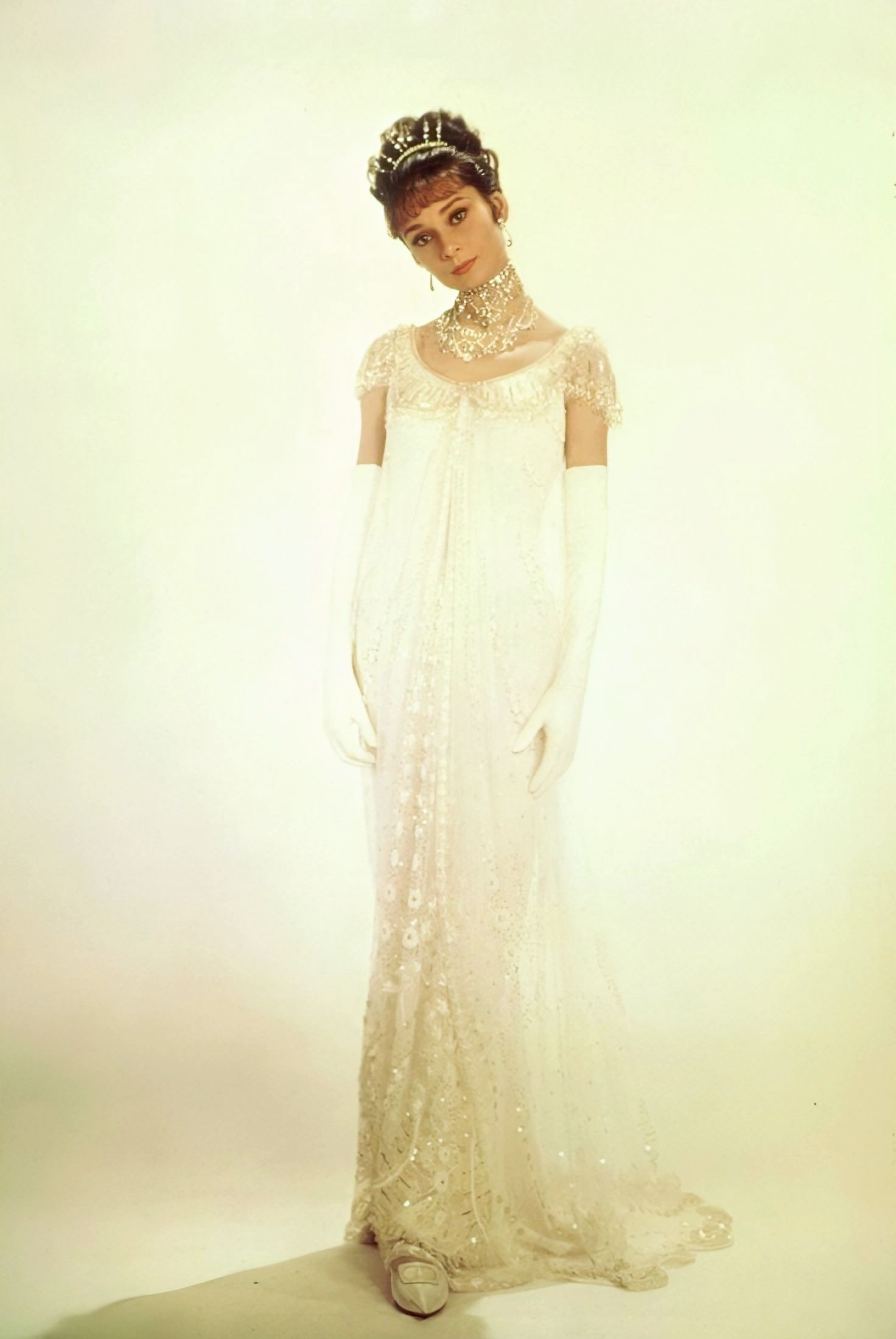
Audrey Hepburn posa con el vestido en una fotografía promocional de la película.

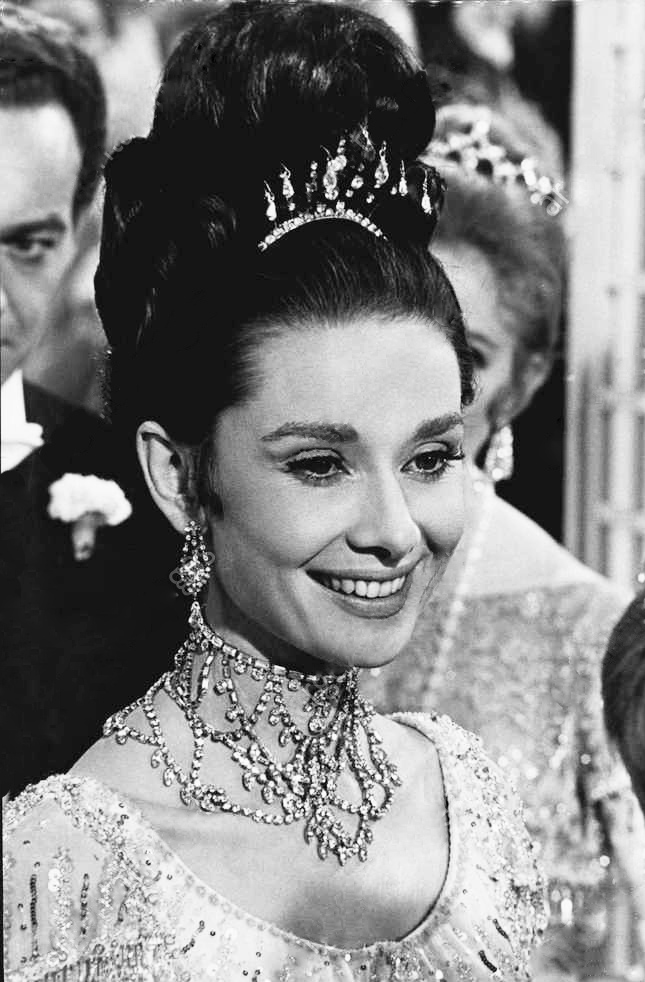
Audrey Hepburn en «My fair lady» (1964)

El vestido acristalado que luce el personaje de Eliza Doolittle, interpretado por la actriz británica Audrey Hepburn, en la película musical de época de 1964 My Fair Lady; es un vestido blanco diseñado por el polifacético fotógrafo y modista Cecil Beaton, y es considerado uno de los más icónicos de la historia de la moda, junto a otros que también ha llevado la actriz, como el vestido Ascot de la misma película, el vestidito Givenchy negro y el Givenchy blanco floral.

## Diseño
Descrito por el propio Beaton como «hielo sobre los árboles de Suiza»  el vestido fue rediseñado sobre una pieza eduardiana original ya existente. Hecho en satén blanco, y de corte recto y silueta alargada, cuenta con un escote redondo cubierto de tiras de brillantes, y una capa de gasa marfil que brota del pecho hasta el suelo embellecida con patrones simétricos de distinta pedrería, bordados en hilo de plata con cuentas de cristal y pequeñas lentejuelas, así como diseños de flores coronados con perlas.

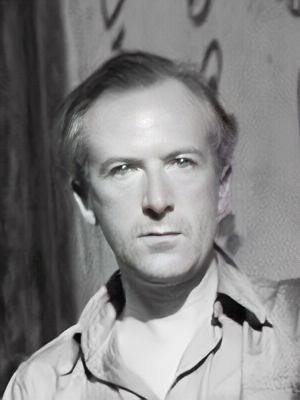
Autorretrato de Cecil Beaton

## Reinterpretaciones
En la actualidad, el diseño de Beaton sigue calando en el mundo de la moda. Las últimas referencias al vestido hasta la fecha son las de la actriz argentina Anya Taylor-Joy, que en febrero de 2020 atendió a la premier de la adaptación fílmica de Emma con un vestido vintage de Bob Mackie que recreaba el diseño enfatizando el estilo eduardiano del original, y la 
aparición de la modelo estadounidense Kendall Jenner en la Gala Met 2021 con un diseño de Givenchy, la casa de moda de confianza de Audrey Hepburn, que recreaba el vestido con un prominente uso de las transparencias.

## Recepción
En 1965, Cecil Beaton ganó el Óscar a Mejor diseño de vestuario por My Fair Lady.